# Рингсред, Анна
Анна Рингсред (англ. Anna Ringsred; род. 27 сентября 1984, Дулут, США) — американская конькобежка, участница зимних Олимпийских игр 2014 года. Чемпионка США на дистанции 5000 м, 12-кратная призёр чемпионата США.

## Биография
Анна Рингсред родилась в городе Дулут, штат Миннесота, где научилась кататься на коньках, играя в хоккей на пруду со своими тремя братьями. Начала заниматься конькобежным спортом в 13-летнем возрасте, когда случайно прочитала в газетном объявлении о наборе в конькобежный клуб. Уже в 2000 году она участвовала на юниорском чемпионате США и в спринте на взрослом уровне.
После окончания средней школы в 2003 году Рингсред переехала в Калгари, чтобы начать профессионально тренироваться.
В сезоне 2003/04 стала серебряным призёром чемпионата США среди юниоров в многоборье и дебютировала на юниорском чемпионате мира. В период с 2005 по 2010 год демонстрировала значительные успехи, среди которых: квалификация на юношеские и взрослые чемпионаты мира по конькобежному спорту. В 2007 году дебютировала на чемпионате мира на отдельных дистанциях в Солт-Лейк-Сити. 10 марта во время командной гонки американские спортсменки с результатом 3:06.28 (+8.13) заняли 5-е место.
Однако, во время тренировок сильно травмировала спину и на протяжении нескольких лет не могла восстановить прежнюю форму. Это стало одной из причин, почему Рингсред не попала в состав команды США на зимние Олимпийские игры 2010 года. В 2010 году она окончила обучение в Университете Калгари, а после взяла временный перерыв в спорте. Свободное время она посвятила путешествию по странам Европы, научилась кататься на лыжах. По возвращении в США Рингсред начала работать по специальности в качестве инженера-химика.
За два с половиной года до начала зимних Олимпийских игр 2014 года она вернулась к тренировкам с целью попасть в состав сборной США на предстоящих играх. С целью лучшей подготовки она принялась тренироваться под руководством личного тренера - Андрея Жуйкова в "John Rose Oval" в Розвилле.  В 2013 году она вновь была принята в состав сборной США и отправилась вместе с командой на соревнования по конькобежному спорту.
На чемпионат мира в классическом многоборье в Хамаре заняла 20-е место. На зимних Олимпийских играх 2014 года Анна Рингсред была заявлена для участия в забеге на 3000 м. 9 февраля на ледовом катке Адлер-Арена она финишировала с результатом 4:21,51 (+21,17). В итоговом зачёте Рингсред заняла 27-е место.

## Личная жизнь
Анна Рингсред посещала школу Монтессори в Дулуте и окончила среднюю школу Дулута Маршалла в 2003 году.